# Santa Pau
Santa Pau è un comune spagnolo di 1 496 abitanti situato nella comunità autonoma della Catalogna.